# Лавар
Лавар (каз. Лавар) — село в Енбекшиказахском районе Алматинской области Казахстана. Входит в состав Каратурыкского сельского округа. Код КАТО — 194057400.

## География
Село расположено на реке Лаварсаз вдоль международной автомагистрали А2. Находится к западу от села Шелек, к востоку от центра сельского округа Каратурыка и к северо-западу от села Корам.

## История
Село возникло около 1888 года, когда вдоль Лаварки у Кульджинского тракта поселились уйгуры — беженцы из Китая, а также русские переселенцы из Орловской губернии (семья Ожерельевых). Национальный состав села в советское время стал ещё более разнообразным. Помимо русских и уйгуров, здесь также поселились украинцы, греки (семья Аксакалиди, изменено на казахский лад с изначального Александриди), депортированные из Краснодарского края в соседний Курам. Также в селе осела семья корейцев, депортированных с Дальнего Востока. Позднее начали селиться и казахи. В 1992—1996 годах всё греческое население покинуло село, репатриировавшись в Грецию.

## История возникновения городища
Долгую и необычную историю имеет село Лаваш. По одной из версии профессора, доктора исторических наук А.П. Горбунова  "Лавар" – лав, леп, лап – это согдийские слова, которые обозначают берег. Ар – осмысливается как река. Следовательно, топоним означает – на берегу реки. Таким образом, не исключено, что когда-то его заложили согдийцы, которые с целью торговли просачивались глубоко в Центральную Азию. Вторая версия названия: "Лавар" по – калмыцки, основательный или надежный.

## Описание городища
Руины и останки древнего городища Лавар находятся на окраине одноимённого посёлка. Это возвышенный четырёхугольник со сторонами 156 м. на 165 м., обложенный крепостными стенами, на которых можно просмотреть остатки 16 округлых, сильно оплывших башен.
Во время археологических раскопок на территории была найдена керамика, изделия из костей, железа (ножи, наконечник стрелы). Материал дает возможность датировать городище к VIII-IX в.в. На сегодняшний день городище имеет запущенное состояние.

## Население
В 1999 году население села составляло 400 человек (222 мужчины и 178 женщин). По данным переписи 2009 года, в селе проживало 450 человек (224 мужчины и 226 женщин).